# Jewgienija Łamonowa
Jewgienija Aleksjiejewna Łamonowa (ros. Евгения Алексеевна Ламонова, ur. 9 sierpnia 1983 w Kurczatowie) – rosyjska florecistka, mistrzyni olimpijska, trzykrotna medalistka mistrzostw świata i wielokrotna medalistka mistrzostw Europy.
Na igrzyskach olimpijskich w Pekinie w 2008 roku wspólnie z Wiktoriją Nikiszyną, Swietłaną Bojko i Aidą Szanajewą wywalczyła złoty medal w zawodach drużynowych. Na tej samej imprezie była szósta indywidualnie.
Podczas mistrzostw świata w Hawanie w 2003 roku razem ze Swietłaną Bojko, Wiktoriją Nikiszyną i Jekatieriną Juszewą wywalczyła srebrny medal w zawodach drużynowych. Na rozgrywanych cztery lata później mistrzostwach świata w Petersburgu reprezentacja Rosji w składzie: Aida Szanajewa, Julija Chakimowa, Jewgienija Łamonowa i Jana Ruzawina zdobyła złoty medal. Ponadto podczas mistrzostw świata w Katanii w 2011 roku wspólnie z Szanajewą, Inną Dierigłazową i Łarisą Korobiejnikową zdobyła drużynowo kolejny srebrny medal.
Wielokrotnie zdobywała również medale mistrzostw Europy, w tym złoty indywidualnie na mistrzostwach Europy w Gandawie (2007).